# Full Circle
„Full Circle“ е вторият албум на групата Доорс, издаден след смъртта на Джим Морисън. Освен това е последният им албум заедно. В него е последният хит сингъл на групата „The Mosquito“ (достига #85 в класацията на Билборд). Кийбордистът Рей Манзарек и китаристът Роби Кригър заемат мястото на Морисън на водещ певец. За разлика от предишните им албуми басисти работят с тях във всички песни.

## Б-Страна
През 1972 г., групата издава „Get Up and Dance“ като сингъл във Великобритания. За Б-страна е използвана песента „Tree Trunk“. Това едно от трите парчета, които групата не е издавала в албум. Според Кригър, песента не е включена в албум понеже „звучи прекалено комерсиално“.
Това е единственото официално издаване на песента и се счита за загубена. Доорс игнорират двата албума издадени след смъртта на Морисън и дори не ги издават на CD в Америка. Този албум е издаден на CD на 23 октомври 2006 от Timeless Holland, заедно с предишния албум „Other Voices“.

## Състав

### The Doors
- Роби Кригър – китара, вокали, хармоника
- Рей Манзарек – клавишни, вокали, бас
- Джон Дензмор – барабани

### Други музиканти
- Чико Барета – прекусия в „Piano Bird“ и „The Peking King and the New York Queen“
- Джак Конрад – бас в „4 Billion Souls“, „Good Rockin“, „The Piano Bird“ и „The Peking King and the New York Queen“
- Крис Етридж – бас в „Get Up and Dance“
- Венета Фиълдс – вокали
- Боби Хол – перкусия в „Verdilac“, „The Piano Bird“ и „The Peking King and the New York Queen“
- Клайд Кинг – вокали
- Чарлз Ларки – бас в „Verdilac“ и „The Piano Bird“
- Чарлз Лълойд – тенор саксофон в „Verdilac“, флейта в „The Piano Bird“
- Мелиса МакКей – вокали
- Ленард Склар – бас в „Hardwood Floor“, „The Mosquito“ и „It Slipped My Mind“

|  | Тази страница частично или изцяло представлява превод на страницата Full Circle (The Doors album) в Уикипедия на английски. Оригиналният текст, както и този превод, са защитени от Лиценза „Криейтив Комънс – Признание – Споделяне на споделеното“, а за съдържание, създадено преди юни 2009 година – от Лиценза за свободна документация на ГНУ. Прегледайте историята на редакциите на оригиналната страница, както и на преводната страница, за да видите списъка на съавторите. ВАЖНО: Този шаблон се отнася единствено до авторските права върху съдържанието на статията. Добавянето му не отменя изискването да се посочват конкретни източници на твърденията, които да бъдат благонадеждни. |